# Комаров, Владимир Иванович
Владимир Иванович Комаров (1916, Петроград, Российская империя — 19 декабря 1954, Ленинград) — советский чекист, заместитель начальника Следственной части по особо важным делам МГБ СССР, полковник госбезопасности.

## Биография
Русский, гражданин СССР, член КПСС. В органах НКВД СССР с 1938 года.
Арестован 26 июля 1951 года. Обвинялся в преступлениях, предусмотренных ст. 58-1 «б», 58-7, 58-8 и 58-11[уточнить] УК РСФСР. Расстрелян 19 декабря 1954 года по приговору выездной сессии Военной коллегии Верховного Суда СССР в г. Ленинград. Не реабилитирован.